# 足立実
足立 実（あだち みのる、1895年（明治28年）1月28日 - 1974年（昭和49年）4月2日）は、日本の政治家。鳥取県境港市長（初代）。

## 経歴
鳥取県西伯郡余子村大字福定（現境港市福定町）出身。
京都高等蚕糸学校（現京都工芸繊維大学）卒業。郡是製紙の技師として占領下の中国に渡り、帰国した昭和16年（1941年）から5年間､余子村長に、昭和29年（1954年）に境港町長に、昭和31年（1956年）市制施行に伴い初代の境港市長にそれぞれ就任した。
市長を退任するまで村長、町長を含め18年間、地方行政の長として境港市の基盤づくりに努めた。

## 人物像
足立について、次男の足立純一によると
｢父は郡是製紙の技師として、占領下の中国に渡り、昭和一六年帰国。ちょうど村長選びの最中で、足羽村長に“福定のジゲで金の無垢が見つかった”といわれた。余子村中最も小さい福定の出身ということで、村民との対話を心がけ、村の団結に力を入れていた。
銃後の守りと食料増産で明け暮れる中で、米子医専（現鳥取大学医学部）の開校や米子市、西伯郡立米子病院（現鳥取大学医学部附属病院）の運営に積極的に取り組んだ。医療のほかに教育にも関心が深く、他人様の子弟教育にまで口を出すほどであったが、昭和二一年には竹内に県立余子水産学校を開校して戦後の教育復興に先鞭をつけた。｣

## 家族・親族

### 足立家
（鳥取県西伯郡余子村大字福定（現境港市福定町）
- 妻・つゆ（上道村、足本保の長女）[5]
- 二女[5]
- 二男・純一[6]
- 三女（足本家養女）[6]

## 賞
- 昭和42年（1967年）秋 - 勲五等双光旭日章受章[7]。